# Neghelli
Le Neghelli est un sous-marin de la classe Adua (sous-classe de la Serie 600), en service dans la Regia Marina lancé dans la deuxième moitié des années 1930 et ayant servi pendant la Seconde Guerre mondiale.
Il est nommé d'après la ville de Negele Boran (en italien : Neghelli) en Ethiopie.

## Caractéristiques
Les sous-marins de la classe Adua sont des sous-marins de petite croisière à simple coque avec double fond central et bulges latéraux, pratiquement identiques à ceux de la série précédente Perla dont ils constituent une répétition. C'est la plus grande série de la classe 600 et donne de bons résultats au cours du conflit, bien que la vitesse de surface soit plutôt faible, les bateaux sont robustes et maniables. Il y a de petites différences dans le déplacement et les détails de construction entre les unités construites sur des sites différents.
Ils déplaçaient 697,25 tonnes en surface et 856,40 tonnes en immersion. Les sous-marins mesuraient 60,18 mètres de long, avaient une largeur de 6,45 mètres et un tirant d'eau de 4,7 mètres.
Pour la navigation de surface, les sous-marins étaient propulsés par deux moteurs diesel de 600 chevaux (447 kW), chacun entraînant un arbre d'hélice. En immersion, chaque hélice était entraînée par un moteur électrique de 400 chevaux-vapeur (298 kW). Ces moteurs électriques étaient alimentés par une batterie d'accumulateurs au plomb composée de 104 éléments. Ils pouvaient atteindre 14 nœuds (26 km/h) en surface et 7,5 nœuds (13,9 km/h) sous l'eau. En surface, la classe Adua avait une autonomie de 3 180 milles nautiques (5 890 km) à 10,5 noeuds (19,4 km/h), en immersion, elle avait une autonomie de 74 milles nautiques (137 km) à 4 noeuds (7,4 km/h)
Les sous-marins étaient armés de six tubes lance-torpilles internes de 53,3 cm, quatre à l'avant et deux à l'arrière. Une torpille de rechargement était transportée pour chaque tube, pour un total de douze. Ils étaient également armés d'un canon de pont de 100 mm OTO 100/47 pour le combat en surface. L'armement antiaérien léger consistait en une ou deux paires de mitrailleuses Breda Model 1931 de 13,2 mm

## Construction et mise en service
Le Neghelli est construit par le chantier naval Odero-Terni-Orlando (OTO) de Muggiano à La Spezia en Italie, et mis sur cale le 25 février 1937. Il est lancé le 7 novembre 1937 et est achevé et mis en service le 28 février 1938. Il est commissionné le même jour dans la Regia Marina.

## Historique
Après un entraînement d'endurance dans le Dodécanèse, le Neghelli est affecté à Leros, une île grecque de l'archipel du Dodécanèse dans la mer Égée. En mai 1940, il est réaffecté au 15e escadron (Ier groupe de sous-marins) basé à La Spezia. Son commandant à l'époque est le lieutenant de vaisseau  (tenente di vascello) Carlo Ferracuti.
Au début des hostilités, il est immédiatement envoyé en mission dans la partie ouest du golfe de Gênes et revient le 14 juin 1940 sans rencontrer de trafic ennemi.
Le 1er août 1940, le Neghelli avec les sous-marins Scirè, Argo, Turchese, Medusa (remplacé plus tard par Luciano Manara), Axum et Diaspro sont envoyés pour former une barrière au nord du cap Bougaroun après le départ de Gibraltar de la Force H britannique. Les opérations britanniques "Crush" et "Hurry" sont en cours à cette époque. Les sous-marins italiens sont restés en patrouille jusqu'au 9 août, cependant, la Force H est passée au nord de la zone patrouillée par les sous-marins italiens, et ils n'ont pas pu la détecter. Le 5 août 1940, vers environ 18h50, le Neghelli, alors qu'il se trouve à l'ouest d'Asinara, est attaqué par un sous-marin ennemi. Le Neghelli réussit à éviter deux torpilles en manœuvrant.
En décembre 1940, il est envoyé en mission pour patrouiller une zone de 45 miles au nord de Marsa Matruh jusqu'à Noël. Deux autres sous-marins, le Naiade et le Narvalo, sont également déployés dans la même zone pour intercepter les forces navales britanniques envoyées pour attaquer les ports italiens sur la côte de la Cyrénaïque.
Le 13 décembre 1940, à 20h22, alors qu'il patrouille en surface dans une zone située à 45 miles au nord de Marsa Matruh, à la position géographique de 32° 37′ N, 26° 44′ E, il aperçoit un croiseur britannique qu'il pense être le HMS Southampton (83). Le Neghelli se rapproche et, à 20h36, tire une salve de quatre torpilles. Il reste à la surface pour observer les résultats. Une des torpilles touche la cible, qui s'avère être le destroyer HMS Coventry (D43). Le croiseur ouvre le feu en direction du sous-marin, le forçant à plonger et à s'éloigner. Le Coventry est endommagé et est forcé de retourner à Alexandrie pour des réparations qui dureront jusqu'au 20 janvier 1941, et ne reprend le combat que fin mars 1941.
L'héroïsme du Neghelli est relaté dans le bulletin de guerre n° 191 du 15 décembre 1940, revendiquant le naufrage du croiseur britannique. Le capitaine Ferracuti a été décoré d'une médaille d'argent de la valeur militaire pour cette attaque.

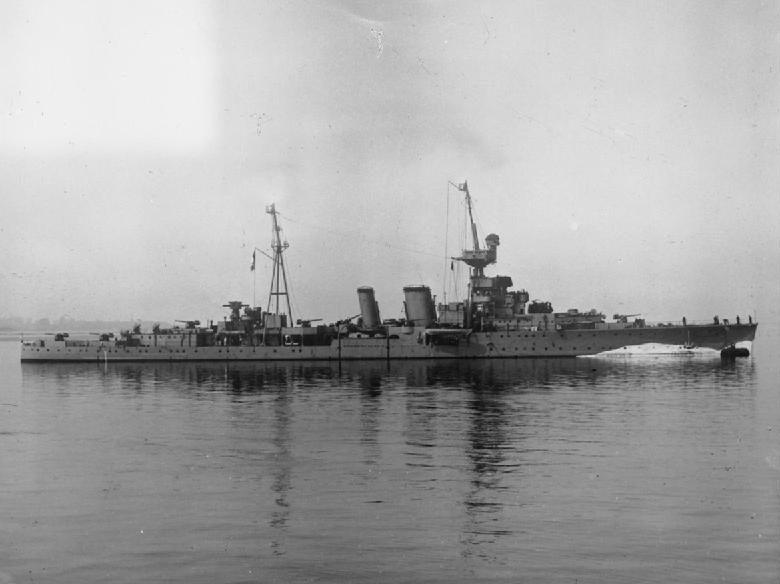
Le destroyer Coventry, qui sera endommagé par le Neghelli

Le 14 janvier 1941, le Neghelli part de Leros pour une mission offensive visant le trafic à l'entrée et à la sortie du Pirée. Aucune nouvelle n'est reçue de sa part depuis le départ. D'après les documents britanniques publiés après la guerre, il apparaît que le 19 janvier 1941, le Neghelli a d'abord attaqué le destroyer grec Psara tôt le matin, puis à 11h53, il attaque le convoi britannique AS 12 se dirigeant du Pirée vers Alexandrie. Le convoi AS 12 était composé des navires à vapeur Clan Cumming, Clan MacDonald et Empire Song escortés par le croiseur léger HMS Calcutta (D82), les destroyers HMS Greyhound (H05), HMS Janus (F53) et HMS Defender (H07). Une des torpilles du Neghelli frappe le navire à vapeur Clan Cumming (7 264 tonneaux de jauge brute ou TJB) à la position géographique de 37° 15′ N, 24° 04′ E, près de l'île de Ágios Geórgios, causant de graves dommages et le forçant à retourner au Pirée escorté par le Janus. Les autres destroyers ont contre-attaqué avec des grenades sous-marines, et finalement le Greyhound a pu frapper le sous-marin, qui coule à 35 milles nautiques (65 km) au nord-est de Falkonéra.
Avec la disparition du Neghelli, le commandant Ferracuti, 4 autres officiers et 41 sous-officiers et marins.
Le sous-marin avait effectué 9 missions de guerre, couvrant un total de 4 540 milles nautiques (8 408 km) en surface et 620 milles nautiques (1 148 km) sous l'eau.